# 片上義則
片上 義則（かたがみ よしのり、1951年7月9日 - ）は、広島県出身の日本の大学教授である。東北芸術工科大学副学長。

## 来歴
- 武蔵野美術大学造形学部工芸工業デザイン学科卒業。
- 1975年 東芝に入社。
- 2000年 東芝デザインセンター家電器機グループ部長に就任。
- 2001年から3年連続でグッドデザイン賞金賞受賞を達成。
- 2003年 同デザインセンター長。
- 2007年 同センターデザイン統括部リエゾン担当などを歴任。
- 2009年 東北芸術工科大学プロダクトデザイン学科教授に就任。
- 2010年 同大学デザイン工学部長に就任。
- 2012年 同大学副学長に就任。